# Saison 2010-2011 de l'Olympique lyonnais
Maillots
Chronologie
Saison précédente Saison suivante
La saison 2010-2011 de l'Olympique lyonnais est la soixante-et-unième de l'histoire du club. Elle débute après une seconde saison sans titre pour l'équipe, laquelle s’est achevée par une deuxième place en championnat ainsi qu'une demi-finale de Ligue des champions.

## Histoire

### Pré-saison

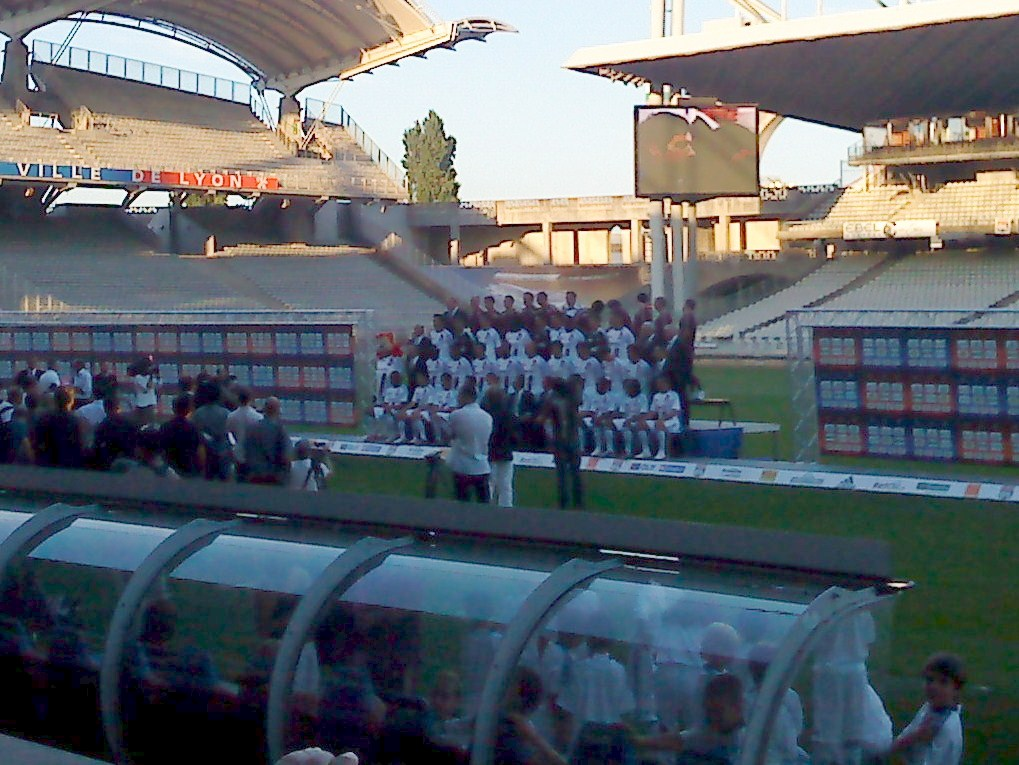
Présentation de l'effectif de l'Olympique lyonnais pour la saison 2010-2011.

Après deux saisons vierges de trophée, l'objectif annoncé par l'Olympique lyonnais est le Championnat de France,. Claude Puel souligne également la volonté de modifier le fonctionnement général de l'équipe par rapport aux deux saisons précédentes. Il souhaite faire du jeu : « J'aimerais qu'on soit capable de repartir plus proprement, d'avoir une relance plus appropriée, d'avoir plus de maîtrise technique. (...) Il faudra savoir faire plus de choses : construire du jeu face à des équipes regroupées, et pouvoir jouer vite en contre dans d'autres situations. ».
Durant l'inter-saison, plusieurs joueurs du club, ou en partance, se distinguent par leur participation à la Coupe du monde de football. Pour l'Équipe de France, quatre Lyonnais sont présents parmi les 23 de la liste de Raymond Domenech : Hugo Lloris, Anthony Réveillère, Sidney Govou et Jérémy Toulalan. Lyon et Bordeaux sont les clubs français à envoyer le plus de joueurs en sélection. Sidney Govou et Jérémy Toulalan jouent les trois matchs de préparation, Hugo Lloris en joue deux et Anthony Réveillère un seul. Pour l'Équipe du Brésil, Michel Bastos est titulaire lors de la rencontre de préparation contre le Zimbabwe, et marque un coup franc puissant. Contrairement à son placement en club, le sélectionneur Dunga le fait jouer latéral gauche. Il est le seul joueur de l'équipe brésilienne à venir d'un club français. Les deux autres joueurs lyonnais en sélection sont Jean II Makoun pour le Cameroun et John Mensah pour le Ghana.
Miralem Pjanić a quant à lui participé à deux matchs amicaux avec sa sélection nationale, le 29 mai contre la Suède et le 3 juin contre l'Allemagne. Contre la Suède, il y rencontre son coéquipier à Lyon Kim Källström qui y joue là son unique match amical en équipe nationale de l'inter-saison. Parmi les jeunes, Ishak Belfodil est appelé en sélection nationale des 18 ans. Il joue un match contre l'Allemagne et marque le but de l'égalisation.
Contrairement à l'année précédente, où Lyon avait battu tous les records en dépensant plus de 70 millions d'euros, peu de transaction sont enregistrées pendant le mercato. Dès le mois de mai 2010, le président Jean-Michel Aulas précise que le budget prévu est de 25 millions d'euros. Il souligne l'envie de diminuer la masse salariale, qui est alors de près de 60 millions d'euros, en raison du déficit de sept à huit millions d'euros de l'exercice précédent. Il met en avant également la suppression du droit à l'image pour expliquer l'importance de la maîtrise de la masse salariale. Tenant parole, Aulas n'embauche que deux joueurs : Jimmy Briand, qui rejoint l'OL le 14 juin 2010 pour six millions d'euros et Yoann Gourcuff. Poussé par la multiplication des blessures en défense, il obtiendra également le prêt de Pape Diakhaté à la toute fin du mercato. Pour compléter son effectif, il fait signer quelques jeunes issus du centre de formation, dont Alexandre Lacazette.
À l'inverse, il négocie les départs de plusieurs joueurs. Mathieu Bodmer quitte l'OL pour le PSG. Il est suivi par Sidney Govou, François Clerc, Frederic Piquionne, Jean-Alain Boumsong et Cleber Anderson.

### Entame de saison ratée

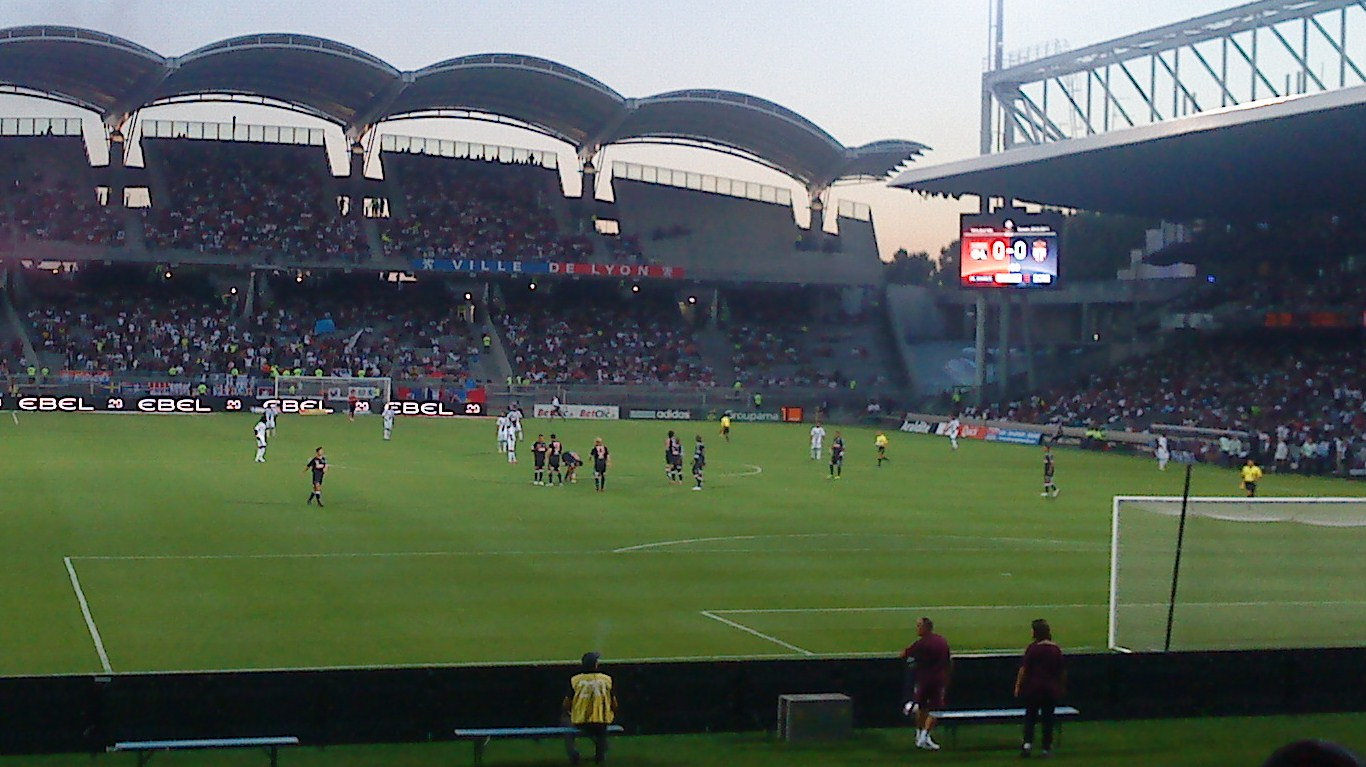
Premier match officiel de Jimmy Briand lors du match opposant l'OL à l'AS Monaco

Lors des quatre premiers matches de la saison et jusqu'à la première trêve internationale, le bilan est d'une victoire, un nul et deux défaites. Les médias justifient cette performance jugée médiocre par un recrutement timoré, une cascade de blessures ou le positionnement de Jérémy Toulalan à un poste nouveau.
Lors du premier match de l'Olympique lyonnais, contre Monaco, beaucoup d'imprécisions en défense et au milieu de terrain sont relevées. Les performances de Maxime Gonalons, Miralem Pjanić et Michel Bastos sont jugées insuffisantes et en défense, Lamine Gassama a beaucoup de difficultés. France Football souligne le travail fourni par Hugo Lloris pour conserver sa cage inviolée. La défaite lors du deuxième match de la saison contre Caen est entachée par la suspension d'Anthony Réveillère pour un deuxième carton jaune en fin de première mi-temps, et de deux blessures : celle de Cris et Michel Bastos. Malgré deux buts de Bafétimbi Gomis, les errements en défense dont Jérémy Toulalan jugé responsable du but encaissé dès la deuxième minute de jeu, n'ont pas permis d'obtenir le match nul. Le troisième match permet à l'Olympique lyonnais de recevoir le Stade brestois. Lors de la rencontre, Aly Cissokho se blesse mais son absence est compensée par la performance de Dejan Lovren. Malgré la pression de son adversaire, l'équipe s'impose grâce à un but de Jean II Makoun dès la 18e minute avec des performances des attaquants Bafétimbi Gomis et César Delgado jugées satisfaisantes. Le dernier match du début de saison, contre Lorient, est une défaite démontrant encore les difficultés défensives de l'OL. Jérémy Toulalan, probablement mal remis de sa non-sélection et des commentaires du sélectionneur provoque ainsi un pénalty dès la huitième minute, et effectue un match moyen à l'image de l'équipe n'ayant pas réussi à se provoquer d'occasions franches face aux Lorientais. Les seuls joueurs à se mettre en valeurs sont Hugo Lloris et Yoann Gourcuff la nouvelle recrue de Lyon dont l'entrée en jeu est avancée à la suite de la blessure de César Delgado à la 30e minute.
Durant le mois d'août, un nombre important de joueurs se blessent ou reviennent lentement de blessure contractée durant l'été : Ederson, Lisandro López, Cris, Michel Bastos, César Delgado, Aly Cissokho ce qui impose des changements fréquents et l'impossibilité de construire une équipe-type stable. Malgré tout, le jeu lyonnais permet une bonne conservation de la balle avec plus de 60 % de possession lors des deux premiers matchs et du quatrième. Cette cascade de blessures, dont la plupart ont le même profil intrigue les dirigeants, qui, après étude, décident de changer de préparateur physique au début de septembre. « On avait dit qu'on se pencherait sur toutes ces blessures concentrées dans un temps bref et sur une même chaine musculaire (les ischio-jambiers). » indique l'entraineur Claude Puel. Vincent Espié est donc placé à la préparation physique de l'équipe de CFA. Il est remplacé par Alexandre Dellal, qui fut pendant cinq ans le préparateur physique de Vahid Halilhodžić. Il est assisté de Nicolas Quinault, qui était préparateur physique des jeunes, de la réserve et des féminines.

### Première semaine internationale

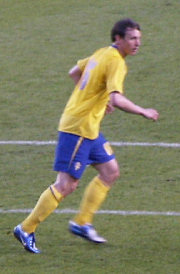
Kim Källström est sélectionné avec la Suède.

Durant la trêve internationale, huit joueurs de l'équipe sont appelés en sélection.
Dans les éliminatoires pour l'Euro 2012, quatre Lyonnais sont présents. Un seul Lyonnais, Hugo Lloris, a participé à la défaite, sur un score de un but à zéro, de l’équipe de France face à la Biélorussie, le 3 septembre au stade de France. Pour pallier les blessures de Loïc Rémy et Guillaume Hoarau, Jimmy Briand est appelé le 7 septembre. Il ne participe cependant pas à la victoire des Bleus en Bosnie. Hugo Lloris a participé à la rencontre. Miralem Pjanic a disputé les deux matchs de la Bosnie face au Luxembourg, conclut par une victoire trois buts à zéro, et la France, une défaite deux buts à zéro. Lors du premier match, le milieu de terrain lyonnais a délivré une passe décisive et inscrit un but sur coup franc. La Suède de Kim Källström entame sa campagne qualificative pour l’Euro 2012 en dominant la Hongrie deux buts à zéro et Saint-Marin six buts à zéro. Il a joué les deux matchs.
Jean II Makoun était titulaire dans le match de son équipe nationale contre les Îles Maurice dans le cadre des qualifications pour la Coupe d'Afrique des nations 2012. Dans ce même groupe E, le Sénégal a aisément disposé de la République démocratique du Congo avec une victoire quatre buts à deux. Pape Diakhaté a joué les 90 minutes.
Maxime Gonalons a disputé 62 minutes du match nul contre l'Ukraine. Suspendu, il ne participe pas au match face à Malte. L'équipe de France espoir ne participera pas à l'Euro 2011. Dans le cadre des qualifications pour l’Euro espoirs 2011, la Croatie a ramené un match nul de son court déplacement en Serbie où Dejan Lovren a disputé l’intégralité de la rencontre terminée par un match nul deux buts partout. Son équipe participera à l'Euro 2011.

### Début de la crise puis une défaite lors du derby
Entre les deux coupures internationales, l'OL vit un mois de septembre difficile, marqué par deux défaites en championnat qui font plonger le club en zone de relégation, et un club en crise avec des supporters qui lâchent complètement l'entraineur, allant jusqu'à réclamer sa démission. Paradoxalement, Lyon réussit son entrée en Ligue des champions, avec deux victoires en deux matchs.
Durant la trêve internationale, l'équipe voit le retour de blessures de Lisandro Lopez et Michel Bastos. Cris et Aly Cissokho sont de retour à l'entraînement mais ne reprendront la compétition que progressivement. Le premier match contre Valenciennes se solde par un match nul. L'équipe ne parvient pas à conserver l'avantage au score obtenu à la suite du but de Jérémy Pied. Ce dernier est d'ailleurs l'un des rares joueurs à s'illustrer, les autres fournissant une prestation moyenne.[réf. nécessaire] À noter que Lisandro Lopez est clairement à court de forme et que le jeune Timothée Kolodziejczak est visiblement encore trop inexpérimenté.[réf. nécessaire]

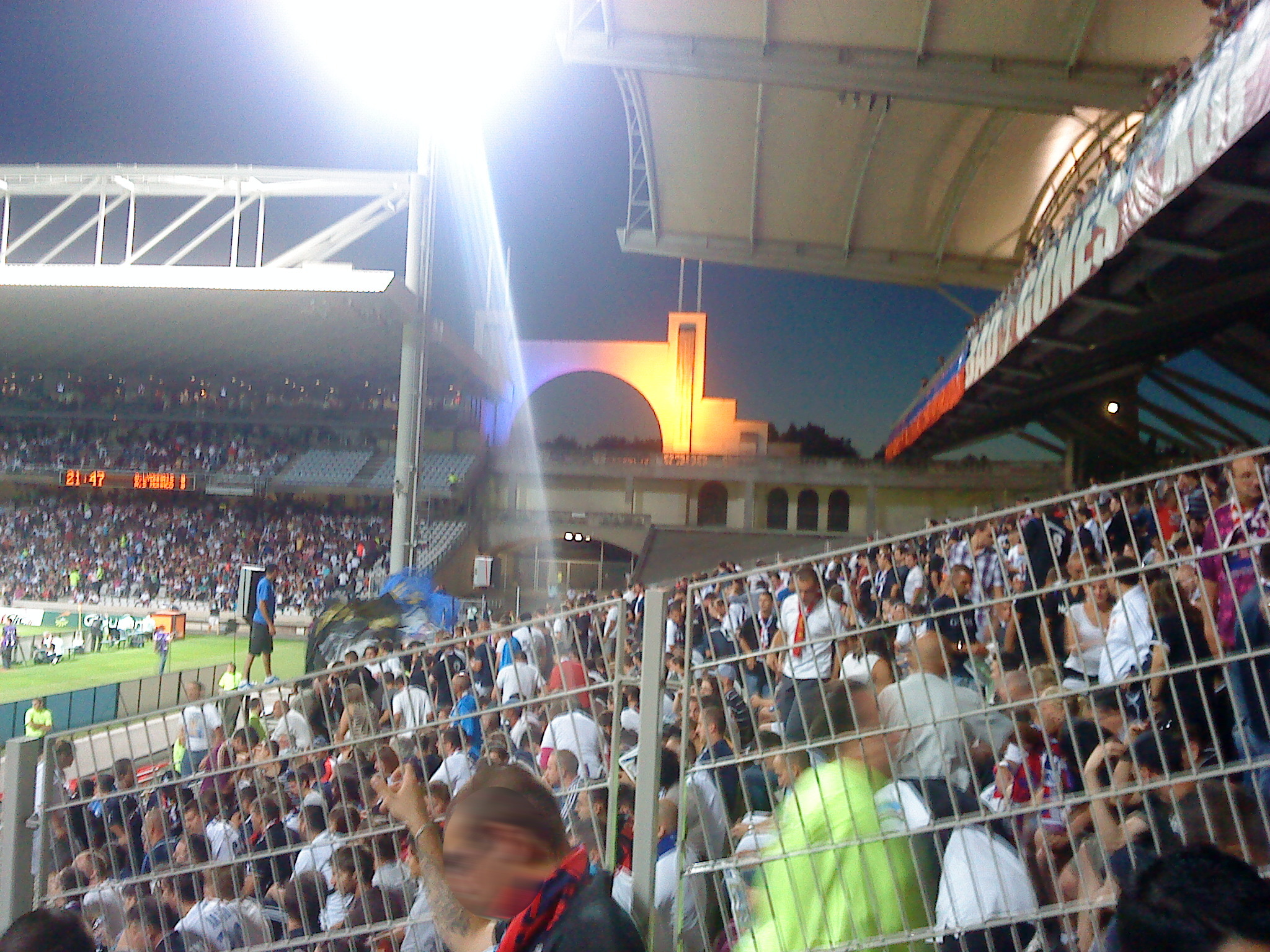
Tribune des Bad Gones en 2010.

Le match de Ligue des champions contre Schalke 04 marque une pause, les Lyonnais remportant une victoire précieuse un but à zéro dans un match marqué par l'expulsion d'un joueur adverse coupable d'un geste dangereux. Le match suivant oppose Lyon aux Girondins de Bordeaux. En perdant sur un score de deux buts à zéro il entame réellement la crise à Lyon. Lyon ne construit pas de jeu, ne menaçant presque jamais son adversaire. Son premier et unique corner est à la 75e minute, et sa seule occasion sérieuse de la rencontre est un face à face entre Lisandro Lopez et Cédric Carrasso qui est complètement ratée par l'attaquant. Il est visiblement toujours hors de forme et sort pour une douleur à la cuisse à la 51e minute. La défense, hormis Anthony Réveillère, n'est pas rassurante et les dépositaires du jeu que sont Yoann Gourcuff et Michel Bastos sont dominés par leurs vis-à-vis. À la fin du match, Jean-Michel Aulas met la pression sur l'entraineur, indiquant que « cela ferait désordre de perdre le centième derby à Gerland ».
Or, ce derby, l'équipe le perd sur le score de un à zéro. Présentant malgré tout un état d'esprit et une technique bien meilleure, dominant largement les débats, l'Olympique lyonnais ne parvient toutefois pas à concrétiser ses occasions, et encaisse un but sur un coup franc à la 75e minute. Ce match, duquel le club sort 18e du championnat et donc relégable, provoque la fureur du public de Gerland et des associations de supporters. Il fait également sortir de ses gonds une partie du staff, Jean-Michel Aulas, Joel Bats et Claude Puel, et des remplaçants comme Rémy Vercoutre, qui finit par se faire expulser,. Les supporters du virage nord ont décidé de rester après le match dans le stade pour manifester leur mécontentement, obligeant Jean-Michel Aulas à venir discuter avec eux. Ce dernier refuse d'accéder à leur demande de limoger l’entraîneur, mais lui impose un ultimatum avec une date butoir de fin octobre. En échange, il demande aux supporters de continuer à soutenir l'équipe, ce qu'ils semblent accepter.

### Résultats financiers en baisse et résultats sportifs en hausse
Cette période de crise est également marquée par l'annonce par OL Groupe de son premier résultat en déficit après cinq années bénéficiaires. La structure dont les comptes sont arrêtés au 30 juin 2010 perd sur l'exercice 2009-2010 35,6 millions d'euros. Son chiffre d'affaires global s'élève à 180 millions d'euros, en baisse de 16,6 % par rapport à l'exercice précédent. La raison principale de ce déficit est une balance des transferts très largement en sa défaveur. Entre le 1er juillet 2009 et le 30 juin 2010, le groupe a dépensé 95,8 millions d'euros en achat de joueur, somme largement non compensée par les ventes. Malgré tout, les comptes du groupe sont jugés sain car les recettes hors contrat de joueurs - par nature très volatiles - sont en hausse de 4,7 %, malgré un marché publicitaire et de partenariat déprimé.

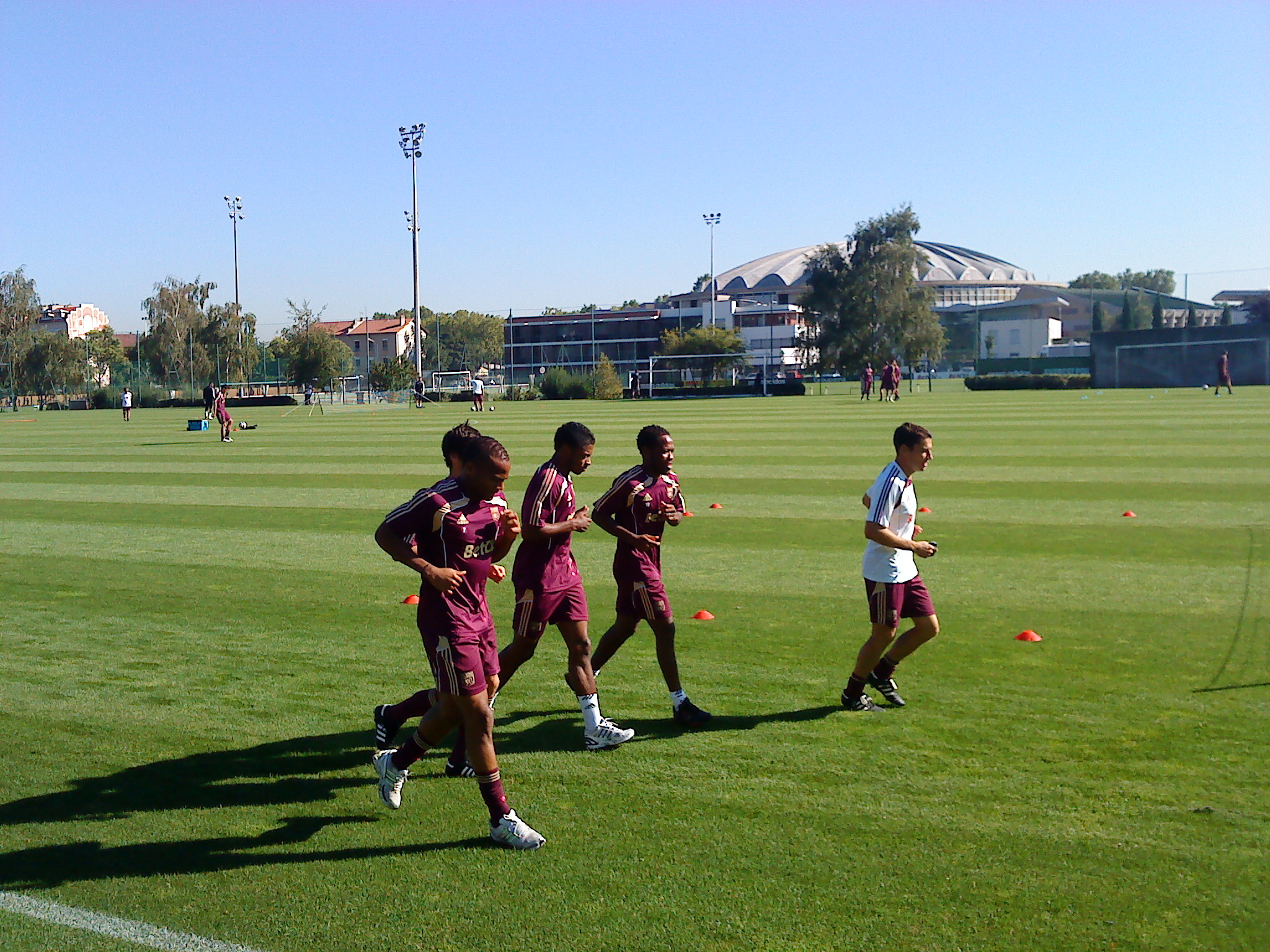
Jimmy Briand, Michel Bastos, Jean II Makoun à l'entraînement.

Sur le plan sportif, après la défaite contre l'AS Saint-Étienne, l'équipe parvient à se ressaisir et à vaincre l'Hapoël Tel-Aviv en Ligue des champions par trois buts à un. Leur niveau de jeu est toutefois plus faible que celui affiché contre les Stéphanois. Manquant de maîtrise technique, l'équipe n'a pas réussi à étouffer un adversaire assez faible. On peut mettre en avant les bonnes prestations de Michel Bastos auteur de deux buts et Hugo Lloris, la bonne entrée du jeune Jérémy Pied, les autres joueurs n'étant que moyens. Malgré cette victoire, l'association de supporters des Bad Gones organise une opération spectaculaire, déployant au travers de toute la ville des banderoles sur lesquelles est inscrit « Puel démission ».
Cette première victoire en appelle une suivante à Nancy, où les joueurs remportent une deuxième victoire d'affilée par trois buts à deux. Présentant enfin du mieux dans le jeu, c'est surtout au niveau des individualités que les progrès sont les plus nets. Jimmy Briand marque deux buts et donne sa troisième passe décisive de la saison. Lisandro Lopez, auteur d'un but et Yoann Gourcuff montrent davantage de maîtrise technique et collective. C'est derrière où des erreurs coutent cher, avec notamment Dejan Lovren, Lamine Gassama ou Jérémy Toulalan offrant une performance décevante. 
Ces deux victoires permettent au club de se hisser à la 17e place du championnat et d'entrer dans la pause internationale en dehors de la zone de relégation et avec une certaine sérénité en Ligue des champions.

### Seconde semaine internationale
Une quinzaine de joueurs lyonnais sont appelés par leur sélection.
Hugo Lloris, Yoann Gourcuff, Anthony Réveillère et Aly Cissokho sont appelés en équipe de France dans le cadre des éliminatoires pour le Championnat d'Europe. Les deux premiers font partie de la liste initiale, les deux suivants arrivent en renfort pour pallier des blessures,. Lors du premier match contre la Roumanie, Hugo Lloris et Anthony Réveillère sont titulaires, tandis que Yoann Gourcuff fait une entrée remarquée en marquant un but. Cela lui permet d'être titulaire lors du deuxième match, contre le Luxembourg, où il marque également. Anthony Réveillère se fait également remarqué lors des deux matchs par sa solidité défensive et son apport offensif. Maxime Gonalons est appelé pour jouer avec l'équipe de France espoir. Il joue les deux matchs amicaux contre La Turquie et le Danemark. Timothée Kolodziejczak, Sébastien Faure, Clément Grenier, Alexandre Lacazette et Enzo Reale font partie du groupe de l'équipe de France des moins de 20 ans.
Du côté des autres sélections internationales, Dejan Lovren intègre l'équipe de Croatie sans jouer lors de deux matches amicaux. Pape Diakhaté joue avec l'équipe du Sénégal pour les qualifications à la Coupe d'Afrique des nations contre l'Île Maurice. Il joue toute la rencontre et participe à la victoire sept buts à zéro. Jean II Makoun intègre l'équipe du Cameroun mais ne joue pas le match pour la qualifications à la Coupe d'Afrique des nations contre le Congo qui se solde par un match nul un partout. Miralem Pjanić joue avec l'équipe de Bosnie-Herzégovine pour les éliminatoires pour le Championnat d'Europe. Kim Källström joue avec l'équipe de Suède pour les éliminatoires pour le Championnat d'Europe. Enfin, Saïd Mehamha joue avec l'équipe d'Algérie des mois de 23 ans. Il entre à la 67e minute et connait donc sa première cape sous les couleurs de son pays. L'équipe jouait contre le Qatar et a gagné un but à zéro.

### Maintien de Claude Puel au poste d'entraîneur
Après cette semaine, l'OL retrouve la victoire en championnat. Le match contre Lille se conclut sur un score de trois buts à un. Un match dans lequel Yoann Gourcuff marque son premier but en championnat depuis son arrivée au club. Le 20 octobre, l'OL confirme son retour en forme avec une victoire deux buts à un contre Benfica à la suite d'un  match solide. Le 27 octobre, pour son match de Coupe de la Ligue contre le PSG, l'effectif lyonnais est en partie composé des jeunes joueurs. Mais malgré la défaite à la suite des prolongations, Jean-Michel Aulas maintient Claude Puel à son poste. Face au club d'Arles-Avignon, le club encaisse le premier but, mais parvient à égaliser grâce à Jimmy Briand. Lors de la réception de Sochaux, l'OL retrouve la victoire grâce à un but d'Alexandre Lacazette, joueur issu du centre de formation lyonnais. Le club est alors dixième du championnat en ayant gagné dix points sur douze possibles en championnat. Pour la douzième journée, l'OL se déplace à Rennes. Le club local ouvre le score rapidement après seulement cinq minutes de jeu à la suite d'une erreur de placement de Kim Källström et prend la maitrise du match, les Lyonnais ne parvenant pas à se créer des occasions. Le club parvient à égaliser grâce à Michel Bastos en début de seconde période et pointe à la onzième place du championnat.
Les deux journées suivantes sont plus favorables à l'OL. Les dimanches 14 et 21 novembre, le club reçoit Nice puis se déplace à Lens. Lors du premier match, le joueur issu du centre de formation, Jérémy Pied, inscrit le seul but de la rencontre permettant à l'OL d'intégrer, pour la première fois depuis le début du championnat, la première moitié du classement. Lors du match contre Lens, et malgré une première mi-temps où les joueurs lyonnais sont dominés par leurs adversaires, les joueurs confirment leur remonter au classement en marquant trois en seconde mi-temps. Un doublé de Bafétimbi Gomis puis un dernier but de Lisandro López offre un neuvième match consécutif sans défaite en championnat au club rhodanien.
Un mois après avoir été éliminé en Coupe de la Ligue face au Paris Saint-Germain, l'OL accueille de nouveau le club parisien au stade de Gerland. Une nouvelle fois, la première mi-temps des joueurs lyonnais est pauvre en occasion, aucun but n'est marqué. Lors de la seconde période, Aly Cissokho pour l'OL est le premier à marquer à la 54e minute. Cependant, Nenê égalise huit minutes plus tard avant qu'Aly Cissokho soit contraint de quitter le match à la suite d'un carton rouge et que Guillaume Hoarau permette au PSG de prendre l'avantage. En fin de match, à la suite d'une erreur de Edel, Bafétimbi Gomis inscrit le but égalisateur qui contraint le PSG à ne pas prendre la première du championnat et l'OL à rester à distance des leaders.

### Retour au contact des leaders en championnat
Au soir du match nul contre le Paris Saint-Germain, l'Olympique lyonnais est huitième du championnat de France à trois points du leader, l'Olympique de Marseille. Les 16e et 17e journées permettent à l'OL de retrouver une place sur le podium. En effet, le 4 décembre, le club reçoit Montpellier. Avec un but inscrit en début de match, puis dans les arrêts de jeu, Lisandro López permet à l'OL de s'imposer deux buts à un. Le week-end suivant, la victoire contre Toulouse par deux buts à zéro place l'OL à la troisième place du championnat avant son déplacement à Marseille.
Le 19 décembre, Marseille accueille Lyon. Pour la troisième fois en autant de match, Lisandro López marque en championnat. Il permet ainsi à l'OL de mener à la fin de la première mi-temps. Mathieu Valbuena inscrit, à la 51e minute le but de l'égalisation. Pour son dernier match de l'année, l'OL reçoit l'AJ Auxerre. Malgré l'ouverture du score en faveur des joueurs lyonnais, l'égalisation par Julien Quercia en début de seconde mi-temps ne permet pas à l'OL de s'imposer. À ce stade de la compétition, le club est quatrième du classement général, avec un point de moins que le leader Lille qui compte cependant un match de retard.
Au retour de la trêve hivernale, les Lyonnais affrontent Caen en Coupe de France et s'imposent un but à zéro grâce à un but de Pape Diakhaté, synonyme de qualification pour les seizièmes de finale. Le premier match de la deuxième partie du championnat se solde par une victoire de l'OL trois buts à zéro face à Lorient, ce qui constitue la plus large victoire de l'équipe depuis le début de la saison et son treizième match consécutif sans défaite en championnat. Cette bonne série la place en quatrième position, à égalité de points avec les deuxième et troisième, et à quatre points du leader, Lille qui a entre-temps remporté son match en retard. Ensuite, Lyon perd à Valenciennes deux buts à un puis fait match nul contre Bordeaux. Pour le 101e derby, Lyon s'impose quatre buts à un face à Saint-Étienne puis gagne contre Nancy par quatre buts à zéro et redevient quatrième du classement.
Lors du match aller au stade de Gerland des huitièmes de finale de la Ligue des champions, Lyon, au terme d'un match solide parvient à arracher le nul grâce à un but de Bafétimbi Gomis. Pour son retour au stade de Gerland, Karim Benzema inscrit le but madrilène.
Malgré la fatigue due à la confrontation contre le Real Madrid, Lyon parvient à arracher le nul, un but partout, à Lille. Kim Källström est parvenu à égaliser dès la première période. Après le match nul concédé à Avignon au match aller, les Lyonnais reçoivent le club vauclusien pour le match retour au stade de Gerland. Devant leurs supporters, ils marquent cinq fois contre l'ACAA, trois fois par Lisandro López, également auteur d'une passe décisive. Cette victoire cinq buts à zéro permet à Lyon de monter sur la troisième marche du podium et de disposer d'une différence de buts très avantageuse. Au match retour des huitièmes de finale de la Ligue des champions face au Real Madrid, les Lyonnais s'inclinent logiquement par trois buts à zéro en concédant la première défaite de son histoire face aux Madrilènes.

### Fin de la saison
Lyon se déplace à Sochaux lors de la 27e journée de championnat et s'impose par deux buts à zéro au terme d'un match sérieux, tout en maîtrise avec des buts de Lisandro López et Miralem Pjanić. La semaine suivante, les joueurs de Claude Puel accueillent l'équipe de Rennes dont plusieurs joueurs sont absents à cause des blessures. Une victoire permettrait à l'OL de s'installer à la deuxième place du championnat à égalité avec Marseille mais avec une différence de buts plus favorable. Les Lyonnais n'ont pas su gagner le match malgré un but de Bafétimbi Gomis et un avantage numérique de 11 contre 10, et ils concèdent le nul en toute fin de rencontre. L'OL laisse donc Lille s'échapper en haut du classement.
Après la trêve internationale, Lyon se déplace à Nice. À la mi-temps, Lyon mène deux buts à zéro grâce à des réalisations de Kim Källström et Lisandro López mais concède un premier pénalty à la suite d'une faute de Pape Diakhaté. Il est sauvé par Hugo Lloris puis un second penalty est également concédé à la suite d'une seconde faute de Pape Diakhaté qui se retrouve expulsé. Il est transformé à la 90e minute puis l'OL concède l'égalisation, sur un but marqué de la main à la 94e minute. Hugo Lloris exprime son mécontentement, et on parle à nouveau de crise à Lyon, 4e à huit points de Lille et quatre points de Marseille occupant la 2e place significative de qualification à la Ligue des champions.
Les résultats de la 30e journée sont favorables aux Lyonnais : Lille perd à Monaco un but à zéro, Rennes à Brest deux buts à zéro et Marseille obtient le nul au stade Vélodrome face à Toulouse deux buts partout. Vainqueur trois buts à zéro face à Lens, l'OL remonte à la troisième place, à deux points de Marseille et à cinq de Lille, avec la meilleure différence de buts. Lors de la 31e journée, Lyon perd à Paris 1-0 tandis que Lille obtient le nul face à Bordeaux, Marseille s'impose à Montpellier et Rennes s'incline Face à Lorient.
Les Lyonnais jouaient en retard pour la 32e journée (pour cause de finale de coupe de la ligue le week-end), en ayant donc connaissance des résultats des prétendants à l'Europe (2-2 de Paris à Brest, 1-1 de Lille à Lorient, défaite de Rennes 1-0 à Monaco). En signant sur le fil (but de Gourcuff à la 90e minute, après Lisandro et Ederson) une victoire face à Montpellier 3-2, l'OL s'installe sur le podium à trois points de Paris et cinq de Rennes. 
Lors de la 33e journée, l'OL s'effondre à Toulouse et s'incline 2-0 au terme d'un match raté et qu'il termine à 9, après les expulsions de Bastos et Cissokho. L'équipe se reprend le week-end suivant à Gerland en s'imposant 3-2 contre l'OM, sur un but de Cris en fin de rencontre. Mais les Lyonnais rechutent à Auxerre en perdant lourdement 4-0, avec encore une expulsion, celle de Lovren, suspendu ensuite pour les 3 derniers matchs. L'OL continue de peiner ensuite, avec un nul à Brest 1-1, puis un 0-0 à Gerland contre Caen. N'ayant pu profiter des faux pas de son rival parisien pour la 3e place, l'OL joue sa qualification pour la Ligue des champions lors de la dernière journée avec un déplacement à Monaco. En remportant le match par deux buts à zéro, l'Olympique lyonnais termine donc troisième du championnat, et provoque la descente de l'ASM en seconde division.

## Joueurs et le club

### Staff technique
Lors de la saison 2010-2011, Claude Puel effectue sa troisième saison en tant qu'entraîneur. Pour effectuer sa tâche, il possède plusieurs collaborateurs dont les rôles sont définis. Patrick Collot et Bruno Genesio sont ses adjoints alors que Joël Bats effectue une saison de plus en tant qu'entraîneur des gardiens et Sonny Anderson est responsable des attaquants du groupe professionnel. Guy Genet et Jérôme Renaud  sont les intendants du club, Rémi Garde cadre technique et Christophe Toni est le régisseur de l'équipe professionnelle. D'autres personnes sont consacrées au domaine physique et médical du groupe. Emmanuel Ohrant est médecin à l'Olympique lyonnais, et trois kinésithérapeutes, Patrick Perret, Sylvain Rousseau et Abdeljelil Redissi sont en poste. Enfin, Vincent Espié s'occupe de la préparation physique de l'équipe professionnelle.
Dans le domaine administratif, Jean-Michel Aulas est président depuis 1987. Il est conseillé par Bernard Lacombe, un ancien joueur et entraîneur du club qui est chargé du recrutement des joueurs. Philippe Sauze est nommé directeur général.

### Transferts
Plusieurs changements ont lieu au sein de l'effectif et du staff lyonnais durant la période estivale des transferts. En fin de contrat, Marino Faccioli, le directeur administratif, quitte le club pour rejoindre l'Équipe de France. En remplacement, Philippe Sauze est nommé directeur général. Quelques jeunes joueurs signent leur premier contrat professionnel avant le début de la saison. Il s'agit de  Anthony Lopes, de  Mathieu Gorgelin, de Alexandre Lacazette et de Harry Novillo issus de la réserve de l'Olympique lyonnais.
La direction tente alors un coup au mercato en recrutant l'un des milieux de terrain français les plus prometteurs, Yoann Gourcuff, qui a illuminé de sa classe la précédente édition de la Ligue des champions au cours de laquelle son club des Girondins de Bordeaux a été éliminé en quart de finale par l'OL. Le transfert se fait pour 22 millions d'euros, ce qui représente un investissement important, le deuxième plus gros de l'histoire du club rhodanien après la venue de Lisandro un an auparavant. Cet achat, le seul important de l'été 2010 (avec la venue de Jimmy Briand pour 6 millions d'€ en provenance de Rennes), se révélera être l'une des plus grosses erreurs de recrutement de l'histoire du club, puisqu'il ne verra jamais cet investissement rentabilisé. Dans l'autre sens, s'en va un joueur mythique de l'Olympique Lyonnais, Sidney Govou, formé au club et faisant partie des trois joueurs (avec Juninho et Grégory Coupet) à avoir gagné les sept titres de champion de France. Partent aussi Jean II Makoun, le buteur en huitième de finale contre le Real Madrid) (pour 6 millions d'€ à Aston Villa), Mathieu Bodmer et un autre joueur formé au club et présent pendant les grandes années, le latéral droit François Clerc.
Ci-dessous, la liste des transferts de l'Olympique lyonnais pour la saison 2010-2011 :
| Été 2010            |             |                                                          |                        |                       |
| Nom                 | Nationalité | Transfert                                                | Provenance/Destination | Division              |
| Arrivées            |             |                                                          |                        |                       |
| Jimmy Briand        | France      | Transfert définitif (6 millions d'euros)                 | Rennes                 | Ligue 1               |
| Yoann Gourcuff      | France      | Transfert définitif (22 millions d'euros + 4,5 millions) | Bordeaux               | Ligue 1               |
| Prêt                |             |                                                          |                        |                       |
| Pape Diakhaté       | Sénégal     | Prêt avec option d'achat (6 millions d'euros)            | Dynamo Kiev            | Championnat d'Ukraine |
| Retours de prêt     |             |                                                          |                        |                       |
| Frédéric Piquionne  | France      | Expiration de durée de prêt                              | Portsmouth             | Premier League        |
| John Mensah         | Ghana       | Expiration de durée de prêt                              | Sunderland             | Premier League        |
| Jérémy Pied         | France      | Expiration de durée de prêt                              | FC Metz                | Ligue 2               |
| Départs             |             |                                                          |                        |                       |
| Sidney Govou        | France      | Fin de contrat                                           | Panathinaïkos          | Superleague           |
| François Clerc      | France      | Fin de contrat                                           | OGC Nice               | Ligue 1               |
| Mathieu Bodmer      | France      | Transfert (2,5 millions d'euros)                         | Paris Saint-Germain    | Ligue 1               |
| Frédéric Piquionne  | France      | Transfert (1,25 million d'euros)                         | West Ham               | Premier League        |
| Jean-Alain Boumsong | France      | Transfert (1 million d'euros)                            | Panathinaïkos          | Superleague           |
| Cleber Anderson     | Brésil      | Résiliation de contrat                                   | Sans club              |                       |
| Prêts               |             |                                                          |                        |                       |
| Yannis Tafer        | France      | Prêt avec option d'achat (4 millions d'euros)            | Toulouse Football Club | Ligue 1               |
| John Mensah         | Ghana       | Prêt avec option d'achat                                 | Sunderland             | Premier League        |
| Loïc Abenzoar       | France      | Prêt                                                     | Arles-Avignon          | Ligue 1               |
| Hiver 2011          |             |                                                          |                        |                       |
| Départs             |             |                                                          |                        |                       |
| Jean II Makoun      | Cameroun    | Transfert (6 millions d'euros + 3 millions d'euros)      | Aston Villa            | Premier League        |

### Sponsors
Betclic est le sponsor maillot principal, mais contrairement à l'année précédente, il est affichable sur le maillot. Déjà sponsor pour la saison 2009-2010, la société n'avait pas pu être visible et imprimé sur les maillots pendant la plus grande partie de la saison, la législation française interdisant alors la publicité pour les sites de paris en ligne. Le sponsor Everest  Poker du groupe BetClic apparaît sur le maillot extérieur.
Par ailleurs, une collaboration avec Adidas doit rapporter sept à huit millions d'euros. France Football évoque des revenus atteignant 17 millions d'euros par an si les ventes de maillots atteignent 400 000 unités. L'équipementier, qui habillait déjà l'OL au début des années 2000, organise un grand spectacle place Bellecour pour célébrer la présentation du maillot extérieur le 13 juillet. Ce spectacle, inédit en France par son ampleur propose un film à sketch mis en scène par Jean-Christophe Hembert metteur en scène des épisodes de Kaamelott, la présentation des maillots domicile et extérieur par Jean-Michel Aulas et André Maestrini, le directeur d'Adidas France, et un spectacle théâtral aérien présenté par la compagnie lyonnaise Les Passagers. L'ensemble de cette soirée a, selon France Football, utilisé 65 % du budget annuel de communication d'Adidas France.
Le 8 juin 2010, Jean-Michel Aulas officialise l'arrivée de Groupama comme nouveau sponsor, qui apportera 1,5 million d'euros par an sur trois ans,.

## Équipe type
Source : footballdatabase.eu
| Lloris Réveillère Cris Lovren Cissokho Toulalan Källström Gourcuff Briand Lisandro Gomis |

## Statistiques

### Classement des buteurs
Ci-dessous, le classement des buteurs lyonnais lors des compétitions officielles, de la saison 2010-2011 :
- 19 buts : Lisandro López ;
- 12 buts : Bafétimbi Gomis ;
- 8 buts : Michel Bastos, Jimmy Briand ;
- 4 buts : Miralem Pjanić, Yoann Gourcuff ;
- 3 buts : Jérémy Pied, Kim Källström ;
- 2 buts : Alexandre Lacazette, Ederson et Pape Diakhaté ;
- 1 but : Jean II Makoun, Dejan Lovren, Aly Cissokho, César Delgado et Cris.

Lors de la saison, Aly Cissokho a également marqué un but contre son camp lors d'une rencontre de championnat contre Toulouse Football Club. L'Olympique lyonnais a par ailleurs bénéficié d'un but contre son camp de Jean-Pascal Mignot joueur de l'AJ Auxerre, de Moustapha Bayal Sall de l'AS Saint-Étienne et de Henri Bedimo du Racing Club de Lens.
Durant la période des matches amicaux de pré-saison, dix buts ont été marqués par les joueurs lyonnais. Ederson et Bafétimbi Gomis en ont marqué trois, deux pour Jimmy Briand et un Michel Bastos et Harry Novillo.

### Classement des passeurs
Ci-dessous, le classement des passeurs lyonnais lors des matches du Championnat de France lors de la saison 2010-2011 :
- 5 passes : Jimmy Briand, Yoann Gourcuff ;
- 4 passes : Lisandro López ;
- 3 passes : Michel Bastos, Bafétimbi Gomis ;
- 2 passes : Jérémy Pied, César Delgado, Aly Cissokho, Kim Källström, Jean II Makoun, Miralem Pjanić ;
- 1 passe : Timothée Kolodziejczak, Maxime Gonalons, Jérémy Toulalan, Anthony Réveillère.

## Détails des matchs

### Matches amicaux
Quatre matches amicaux sont programmés pour la préparation de l'équipe pour la saison 2010-2011. Ils précèdent le tournoi amical de l'Emirates Cup. Le premier match a lieu le 7 juillet 2010 contre le Servette de Genève à Tignes lors du stage traditionnel de l'équipe dans la station. Un doublé d'Ederson et un but Bafétimbi Gomis permettent une victoire lyonnaise par trois buts à zéro. Le second match est programmé à Lisbonne le 18 juillet contre le Sporting Clube de Portugal. En marquant deux buts le club portugais gagne la partie. Le troisième match se joue contre Juventus le 24 juillet dans la ville italienne de Cosenza. Les Lyonnais s'inclinent par deux buts à un. Quatre jours plus tard, contre Nottingham Forest, ils s'imposent par trois buts à un.
Pour la fin de la trêve hivernale et l'inauguration du nouveau stade de Marrakech, l'Olympique lyonnais est invité par le club marocain du Kawkab de Marrakech pour joueur un match amical. Aucun but n'est marqué dans la rencontre.

### Emirates Cup
Pour compléter leur préparation de pré-saison l'Olympique lyonnais est invité à participer à l'Emirates Cup 2010 les 31 juillet et 1er août. Deux matches sont programmés. Le premier contre le Celtic Glasgow et le second contre AC Milan. Avec deux matches nuls sur des scores de deux partout et un partout, l'Olympique lyonnais se classe troisième.

### Coupe de France
L'Olympique lyonnais entame la compétition en trente-deuxième de finale en tant que club de Ligue 1. Le tirage au sort lui attribue un déplacement sur le terrain du Stade Malherbe de Caen. Aucun but n'est marqué en première mi-temps, et un but de Pape Diakhaté à la 74e minute permet aux Lyonnais de se qualifier pour le tour suivant.
Le 23 janvier 2011, le club est éliminé après sa défaite en seizièmes de finale face à l'OGC Nice. François Clerc, un ancien joueur de l'Olympique lyonnais, marque le seul but de la rencontre lors des prolongations.

### Coupe de la Ligue
Étant un club qualifié pour jouer dans les tournois européens, l'Olympique lyonnais entame la compétition en huitième de finale en étant exempté de jouer les seizièmes de finale. Le tirage au sort lui désigne le Paris Saint-Germain qu'il accueille au stade de Gerland le 27 octobre. Le club lyonnais est le premier à ouvrir le score par Jimmy Briand avant que Mathieu Bodmer égalise à la 86e minutes. Lors des prolongations, Ludovic Giuly inscrit le but qui permettra au club parisien de s'imposer et élimine donc l'Olympique lyonnais.

### Ligue des champions
Le club est qualifié pour les phases de groupe grâce à sa deuxième place en championnat. Grâce à la non-qualification de Liverpool et l'élimination de Séville en tour de barrages, Lyon se retrouve dans le premier chapeau pour le tirage au sort. Le tirage a lieu le 26 août 2010. Il oppose au club lyonnais trois équipes qu'il n'a encore jamais rencontrées : le Benfica de Lisbonne, Schalke 04 et l'Hapoël Tel-Aviv. Contrairement aux discours des dirigeants et de l'entraineur, qui insistent sur l'homogénéité de la poule, les médias estiment le club rhodanien se doit de passer ce premier tour.

Le Benfica de Lisbonne est champion du Portugal, et est connu des Français pour avoir éliminé Marseille en Ligue Europa l'année précédente, avant de se faire sortir par Liverpool. Au début du tournoi, le Benfica est la 21e équipe européenne au classement UEFA, avec 60 points.
Schalke 04 est vice-champion d'Allemagne. Au début du tournoi, il est la 49e équipe européenne au classement UEFA, avec 36 points. L'équipe n'a pas participé à une compétition européenne en 2009-2010.
L'Hapoël Tel-Aviv champion d'Israël. L'année précédente, il était sorti des poules de la ligue Europa avant d'être éliminé en 16es de finale par le Rubin Kazan. Au début du tournoi, il est la 56e équipe européenne au classement UEFA, avec 32 points.
Si la phase aller de l'OL est brillante, avec trois victoires en trois matchs, la phase retour est très faible puisque Lyon ne glane qu'un point contre le club israélien à la dernière journée à domicile, après deux revers contre les clubs allemand et portugais. Le club rhodanien finit alors deuxième du groupe avec 10 points, derrière le club de la Ruhr.[Quoi ?]
En huitième de finale, le club lyonnais rencontre le Real Madrid, comme l'année précédente où l'exploit avait été réalisé. C'est la quatrième confrontation aller-retour (deux en poules, deux en huitième de finale) entre ces deux clubs depuis le début des années 2000. Cette fois, la logique est respectée puisque après un match nul à Gerland, les Madrilènes se qualifient aisément à la suite du match retour.

## Équipe féminine

### Effectif féminin
Durant l'inter-saison, plusieurs mouvements s'effectuent dans l'équipe et le staff. En premier lieu, l'entraîneur Farid Benstiti est remplacé par Patrice Lair. Farid Benstiti, qui a remporté quatre titres de Championnat de France avec son équipe reste au club et intègre la cellule de recrutement. Patrice Lair était entraîneur de l'équipe du Rwanda.
Au niveau des joueuses, Lyon embauche Eugénie Le Sommer et Sabrina Viguier. Il s'agit d'un recrutement ambitieux. La première est la révélation de l'année précédente, meilleure buteur de division 1, élue meilleure joueuse de l'année, et déjà titulaire en équipe nationale à seulement 21 ans. Sabrina Viguier, quant à elle, est une joueuse d'expérience à 29 ans, ayant déjà disputé des compétitions européennes avec son ancien club, le Montpellier HSC.
Note : les numéros des maillots sont ceux utilisés en Ligue des champions féminine de l'UEFA 2010-2011.

### Résultats

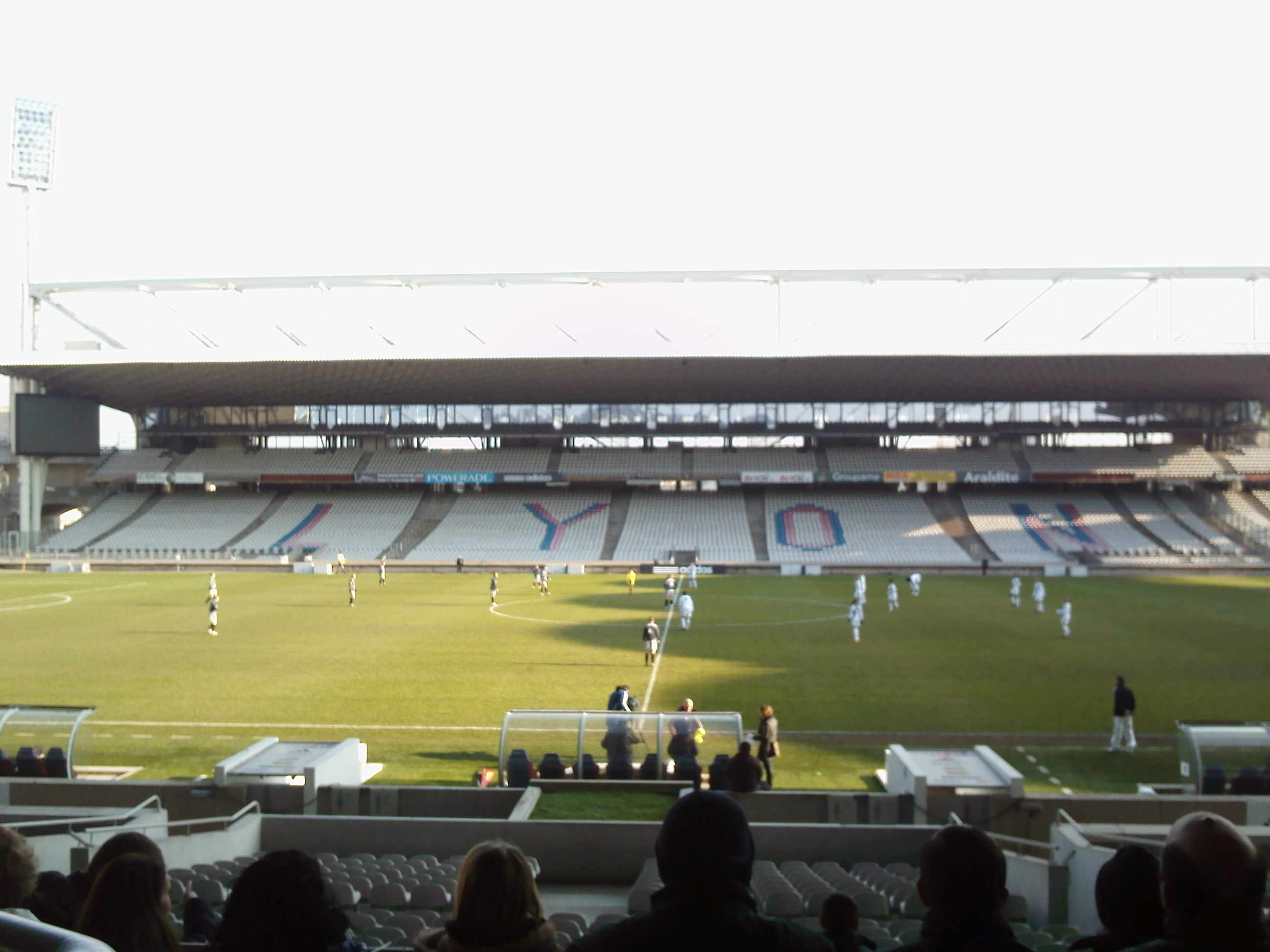
Coup d'envoi du match lors de OL - Juvisy FCF du 23 janvier 2011

Au 27 mars 2011, l'OL a gagné ses 26 matches en marquant 138 buts et n'en encaissant que 6. Cela équivaut à environ 5,3 buts marqués par match et 0,23 encaissé par match. 
C'est à la fin de cette saison que l'Olympique Lyonnais remporte sa première ligue des champions, grâce à son équipe féminine, le 26 mai 2010, face à l'équipe du FFC Turbine Potsdam, alors tenante du titre, sur un score de 2-0
| Match | Date              | Équipe locale         | Score              | Équipe visiteuse          | Compétition                                                             |
| 1     | 5 septembre 2010  | Olympique lyonnais    | 6–0                | Toulouse                  | 1re journée du Championnat de France de football féminin 2010-2011      |
| 2     | 19 septembre 2010 | FCF Hénin-Beaumont    | 0–1                | Olympique lyonnais        | 2e journée du Championnat de France de football féminin 2010-2011       |
| 3     | 22 septembre 2010 | AZ Alkmaar            | 1–2                | Olympique lyonnais        | 16e de finale de la Ligue des champions féminine de l'UEFA 2010-2011    |
| 4     | 26 septembre 2010 | Olympique lyonnais    | 3–0                | Saint-Brieuc              | 3e journée du Championnat de France de football féminin 2010-2011       |
| 5     | 10 octobre 2010   | FCF Juvisy            | 1–3                | Olympique lyonnais        | 4e journée du Championnat de France de football féminin 2010-2011       |
| 6     | 14 octobre 2010   | Olympique lyonnais    | 8–0                | AZ Alkmaar                | 16e de finale de la Ligue des champions féminine de l'UEFA 2010-2011    |
| 7     | 17 octobre 2010   | Olympique lyonnais    | 13–0               | Yzeure                    | 5e journée du Championnat de France de football féminin 2010-2011       |
| 8     | 31 octobre 2010   | Olympique lyonnais    | 9–0                | Le Mans FC                | 6e journée du Championnat de France de football féminin 2010-2011       |
| 9     | 4 novembre 2010   | WFC Rossiyanka        | 1–6                | Olympique lyonnais        | 8e de finale de la Ligue des champions féminine de l'UEFA 2010-2011     |
| 10    | 7 novembre 2010   | La Roche-sur-Yon ESOF | 0–4                | Olympique lyonnais        | 7e journée du Championnat de France de football féminin 2010-2011       |
| 11    | 10 novembre 2010  | Olympique lyonnais    | 5–0                | WFC Rossiyanka            | 8e de finale de la Ligue des champions féminine de l'UEFA 2010-2011     |
| 12    | 14 novembre 2010  | Olympique lyonnais    | 1–0                | Montpellier               | 8e journée du Championnat de France de football féminin 2010-2011       |
| 13    | 12 décembre 2010  | Olympique lyonnais    | 1–0                | Rodez AF                  | 10e journée du Championnat de France de football féminin 2010-2011      |
| 14    | 15 décembre 2010  | Yzeure                | 0–5                | Olympique lyonnais        | 15e journée du Championnat de France de football féminin 2010-2011      |
| 15    | 9 janvier 2011    | Olympique lyonnais    | 7–0                | FCF Hénin-Beaumont        | 12e journée du Championnat de France de football féminin 2010-2011      |
| 16    | 15 janvier 2011   | Saint-Brieuc          | 1–4                | Olympique lyonnais        | 13e journée du Championnat de France de football féminin 2010-2011      |
| 17    | 19 janvier 2011   | Paris SG              | 1–2                | Olympique lyonnais        | 9e journée du Championnat de France de football féminin 2010-2011       |
| 18    | 23 janvier 2011   | Olympique lyonnais    | 7–1                | FCF Juvisy                | 14e journée du Championnat de France de football féminin 2010-2011      |
| 19    | 30 janvier 2011   | FCF Monteux           | 0–7                | Olympique lyonnais        | 32e de finale du Challenge de France féminin 2010-2011                  |
| 20    | 6 février 2011    | Olympique lyonnais    | 3–0                | Paris SG                  | 19e journée du Championnat de France de football féminin 2010-2011      |
| 21    | 13 février 2011   | Le Mans FC            | 0–4                | Olympique lyonnais        | 16e journée du Championnat de France de football féminin 2010-2011      |
| 22    | 20 février 2011   | Olympique lyonnais    | 13–0               | AS Montigny-le-Bretonneux | 16e de finale du Challenge de France féminin 2010-2011                  |
| 23    | 13 mars 2011      | Olympique lyonnais    | 3–0                | Rodez AF                  | 8e de finale du Challenge de France féminin 2010-2011                   |
| 24    | 17 mars 2011      | Zvezda 2005           | 0–0                | Olympique lyonnais        | Quarts de finale de la Ligue des champions féminine de l'UEFA 2010-2011 |
| 25    | 20 mars 2011      | Olympique lyonnais    | 10–0               | La Roche-sur-Yon ESOF     | 17e journée du Championnat de France de football féminin 2010-2011      |
| 26    | 23 mars 2011      | Olympique lyonnais    | 1–0                | Zvezda 2005               | Quarts de finale de la Ligue des champions féminine de l'UEFA 2010-2011 |
| 27    | 27 mars 2011      | Montpellier           | 0–1                | Olympique lyonnais        | 18e journée du Championnat de France de football féminin 2010-2011      |
| 28    | 3 avril 2011      | FCF Juvisy            | 0–0 (t.a.b. : 3–2) | Olympique lyonnais        | Quarts de finale du Challenge de France féminin 2010-2011               |
| 29    | 9 avril 2011      | Olympique lyonnais    | 2–0                | Arsenal                   | Demi-finale de la Ligue des champions féminine de l'UEFA 2010-2011      |
| 30    | 16 avril 2011     | Arsenal               | 2–3                | Olympique lyonnais        | Demi-finale de la Ligue des champions féminine de l'UEFA 2010-2011      |
| 31    | 24 avril 2011     | Rodez AF              | 1–3                | Olympique lyonnais        | 20e journée du Championnat de France de football féminin 2010-2011      |
| 32    | 8 mai 2011        | AS Saint-Étienne      | 0–6                | Olympique lyonnais        | 11e journée du Championnat de France de football féminin 2010-2011      |
| 33    | 15 mai 2011       | Olympique lyonnais    | 8–0                | AS Saint-Étienne          | 21e journée du Championnat de France de football féminin 2010-2011      |
| 34    | 26 mai 2011       | Olympique lyonnais    | 2–0                | 1. FFC Turbine Potsdam    | Finale de la Ligue des champions féminine de l'UEFA 2010-2011           |
| 35    | 29 mai 2011       | Toulouse              | 1–5                | Olympique lyonnais        | 22e journée du Championnat de France de football féminin 2010-2011      |